# Німодипін
Німодипін — синтетичний препарат, що є похідним дигідропіридину та належить до групи блокаторів кальцієвих каналів, для перорального та парентерального застосування. Німодипін уперше синтезований у лабораторії німецької компанії «Bayer» під торговою назвою «Німотоп».

## Фармакологічні властивості
Німодипін — синтетичний препарат, що є похідним дигідропіридину та належить до групи блокаторів кальцієвих каналів. Механізм дії препарату полягає у блокуванні так званих «повільних» кальцієвих каналів, уповільнюючи входження іонів кальцію в клітини та знижуючи його концентрацію в клітинах. Німодипін знижує тонус гладкої мускулатури судин, розширює коронарні та периферичні артерії, знижує загальний периферичний судинний опір, артеріальний тиск, практично не впливає на скоротливість міокарду, зменшує післянавантаження та потребу міокарду в кисні, покращує коронарний кровообіг та не пригнічує провідність міокарду. Німодипін переважно впливає на судини головного мозку, покращує мозковий кровообіг, підвищує толерантність нейронів до ішемії. Німодипін покращує кровообіг у мозку як при інсультах, так і при гіпертонічному кризі. Внутрішньовенне введення німодипіну суттєво зменшує смертність при інсультах, зменшує частоту та вираженість ішемічних змін у мозку при субарахноїдальних крововиливах. При застосуванні препарату покращується пам'ять, зменшується депресія та емоційна лабільність, особливо у хворих похилого віку. Німодипін ефективний при мігрені та мігренеподібному головному болю. При застосуванні німодипіну спостерігається регрес гіпертрофії лівого шлуночка та зниження як систолічного, так і діастолічного артеріального тиску.

### Фармакодинаміка
Німодипін після перорального прийому швидко та добре всмоктується у шлунково-кишковому тракті, але біодоступність препарату складає лише 10% у зв'язку з ефектом першого проходження через печінку. Після внутрішньовенного введення препарату біодоступність німодипіну становить 100%. Максимальна концентрація в крові після перорального прийому досягається протягом 1 години після перорального застосування та через 3 хвилини після внутрішньовенного введення. Німодипін добре зв'язується з білками плазми крові. Препарат добре проникає через гематоенцефалічний бар'єр. Німодипін проникає через плацентарний бар'єр та виділяється у грудне молоко. Метаболізується препарат у печінці з утворенням неактивних метаболітів. Виводиться німодипін із організму переважно із калом у вигляді метаболітів, частково виводиться із сечею. Період напіввиведення німодипіну складає 8—9 годин, цей час може збільшуватися при порушеннях функції печінки та нирок.

## Показання до застосування
Німодипін застосовується при ішемічних порушеннях головного мозку, гіпертонічному кризі, субарахноїдальному крововиливі, мігрені, для лікування функціональних порушень мозку у пацієнтів літнього віку.

## Побічна дія
При застосуванні німодипіну можливі наступні побічні ефекти:
- Алергічні реакції та реакції з боку шкірних покривів — рідко ( 0,1—1%) висипання на шкірі, гіпергідроз.
- З боку травної системи — рідко ( 0,1—1%) нудота, блювота, діарея або запор, дискомфорт у животі, сухість у роті, метеоризм; дуже рідко ( 0,01—0,1%) гіперплазія та болючість ясен, кишкова непрохідність, гепатит, підвищення апетиту.
- З боку нервової системи — рідко ( 0,1—1%) головний біль, головокружіння, запаморочення, підвищена збудливість, загальна слабкість, парестезії, дратівливість, порушення сну; дуже рідко ( 0,01—0,1%) екстрапірамідні порушення, транзиторне порушення зору.
- З боку дихальної системи — рідко( 0,1—1%) задишка, бронхоспазм, набряк легень.
- З боку серцево-судинної системи — дуже рідко ( 0,01—0,1%) тахікардія або брадикардія, посилення приступів стенокардії, артеріальна гіпотензія, периферичні набряки, приливи крові до обличчя, екстрасистолія, інфаркт міокарду.
- З боку сечостатевої системи — рідко (0,1—1%)порушення функції нирок, галакторея.
- З боку опорно-рухового апарату — часто ( 1—9%) артралгія, набряк суглобів.
- Порушення з боку обміну речовин — рідко ( 0,1—1%) збільшення маси тіла.
- Зміни в лабораторних аналізах — дуже рідко ( 0,01—0,1%) агранулоцитоз, тромбоцитопенія, підвищення рівня активності трансаміназ та лужної фосфатази в крові, підвищення рівня білірубіну в крові, підвищення рівня сечовини та креатиніну в крові.
- Місцеві реакції — дуже рідко ( 0,01—0,1%) флебіт або тромбофлебіт у місці внутрішньовенного введення.

## Протипокази
Німодипін протипоказаний при підвищеній чутливості до похідних дигідропіридину, важких порушеннях функції печінки та нирок, вираженій гіпотензії, набряку мозку, вагітності та годуванні грудьми. Німодипін не застосовується разом із грейпфрутовим соком, оскільки грейпфрутовий сік підвищує біодоступність німодипіну та його концентрацію в плазмі крові.

## Форми випуску
Німодипін випускається у вигляді таблеток по 0,03 г та розчину для внутрішньовенних інфузій по 50 мл 0,02% розчину.

## Стереохімія
Молекула німодипіну містить стереоцентр і складається з двох енантіомерів. За своїм складом він є рацематом, тобто сумішшю 1: 1 ( R ) та форми ( S ):
| Енантіомери німодіпіну | Енантіомери німодіпіну |
| ---------------------- | ---------------------- |
| CAS-Nummer: 77940-92-2 | CAS-Nummer: 77940-93-3 |